# Брейтуэйт, Уэйн
Уэйн Брейтуэйт (англ. Wayne Braithwaite; род. 9 августа 1975, Джорджтаун, Гайана) — гайанский боксёр-профессионал, выступавший в первой тяжёлой весовой категории. Среди профессионалов бывший чемпион мира по версии WBC (2002—2005) в 1-й тяжёлом вее.

## 1997—2004
Дебютировал в феврале 1997 года.
В ноябре 2001 года состоялся отборочный бой за титул WBC в 1-м тяжёлом весе между двумя непобеждёнными боксёрами — Уэйном Брейтуэтом и Луисом Азилле. Брейтуэйт нокаутировал противника в 3-м раунде.
В октябре 2002 года Брейтуэйт в чемпионском бою за вакантный титул WBC в 1-м тяжёлом весе Брейтуэйт победил Винчензо Кантаноре.
В феврале 2003 года он победил Рейви Спрингса.
В декабре 2003 года Брейтуэйт нокаутировал в 1-м раунде Луиса Андреса Пинеду.
В апреле 2004 года Брейтуэйт во 2-й раз победил Луиса Азилле.

## 2005-04-02Жан-Марк Мормек —Уэйн Брейтуэйт
- Место проведения:  Ди Си Ю Центр, Вустер (штат Массачусетс), США
- Результат: Победа Мормека единогласным решением в 12-раундовом бою
- Статус: Чемпионский бой за титул WBC в 1-м тяжёлом весе (4-я защита Брейтуэйта); чемпионский бой за титул WBA в 1-м тяжёлом весе (4-я защита Мормека)
- Рефери: Дик Флахерти
- Счёт судей: Питер Трематера (116—110), Чак Хассетт (114—112), Гленн Фелдман (115—111) — все в пользу Мормека
- Вес: Мормек 89,80 кг; Брейтуэйт 85,30 кг
- Трансляция: Showtime
- Счёт неофициальных судей: Рон Борджс (96-93), Билл Люперт (98-90), Тим Смит (97-92) — все в пользу Мормека; все оценки после 10-го раунда

В апреле 2005 года состоялся объединительным бой в 1-м тяжёлом весе между чемпионом WBC американцем Уэйном Брейтуэйтом и чемпионом WBA французом Жаном-Марком Мормеком. В середине 7-го раунда Мормек правым кроссом попал в голову Брейтуэйта, и тот упал на канвас. Американец встал на счёт 6. Мормек попытался добить его, но Брейтуэйт клинчевал. В 8-м раунде Брейтуэйт продолжил клинчевать, и в середине раунда рефери снял с него очко. По окончании боя судьи единогласным решением объявили победителем Мормека.

## 2005-09-03Гильермо Джонс —Уэйн Брейтуэйт
- Место проведения:  Ганд Арена, Кливленд, Огайо, США
- Результат: Победа Джонса техническим нокаутом в 4-м раунде в 12-раундовом бою
- Статус: Отборочный бой за титул WBA в 1-м тяжёлом весе
- Рефери: Джимми Виллерс
- Время: 2:26
- Вес: Джонс 90,50 кг; Брейтуэйт 87,30 кг
- Трансляция: Showtime

В сентябре 2005 года состоялся элиминатор за титул WBA между Уэйном Брейтуэтом и бывшим полусредневесом Гильермо Джонсом. В конце 4-го раунда Джонс провёл сумбурную атаку. Затем он прижал Брейтуэйта у канатов и выбросил в голову несколько хуков с обеих рук, после чего провёл пять правых хуков подряд в голову противника. Два последних хука прошли мимо. Однако тут вмешался рефери и прекратил поединок. Решение было спорным. Празднуя победу, Джонс повредил ногу, и упал на канвас, где лежал более минуты. В послематчевом интервью рефери Джимми Виллерс сказал, что защитил Брейтуэйта от дальнейшего избиения.
После этого боя Брейтуэйт не выступал полтора года.

## 2006—2007
В феврале 2007 года Брейтуэйт успешно вернулся на ринг, нокаутировав малоизвестного Густаво Энрикеса.
В июле 2007 года Брейтуэйт проиграл чемпиону миру в 1-м тяжёлом весе по версии WBO Энцо Маккаринелли.